# Râul Bălăceana
Râul Bălăceana este un curs de apă, afluent al râului Ilișești. 

## Hărți
- Harta județului Suceava